# Democrazia liberale
La democrazia liberale, o liberaldemocrazia è una forma di governo basata sulla combinazione del principio liberale dei diritti individuali con il principio democratico della sovranità popolare. Essa intende sottolineare che il riconoscimento della sovranità del popolo va di pari passo con l'intangibilità di una serie di libertà individuali (libertà di pensiero, di culto, di stampa, libertà di impresa economica), tipicamente garantite dallo Stato liberale.

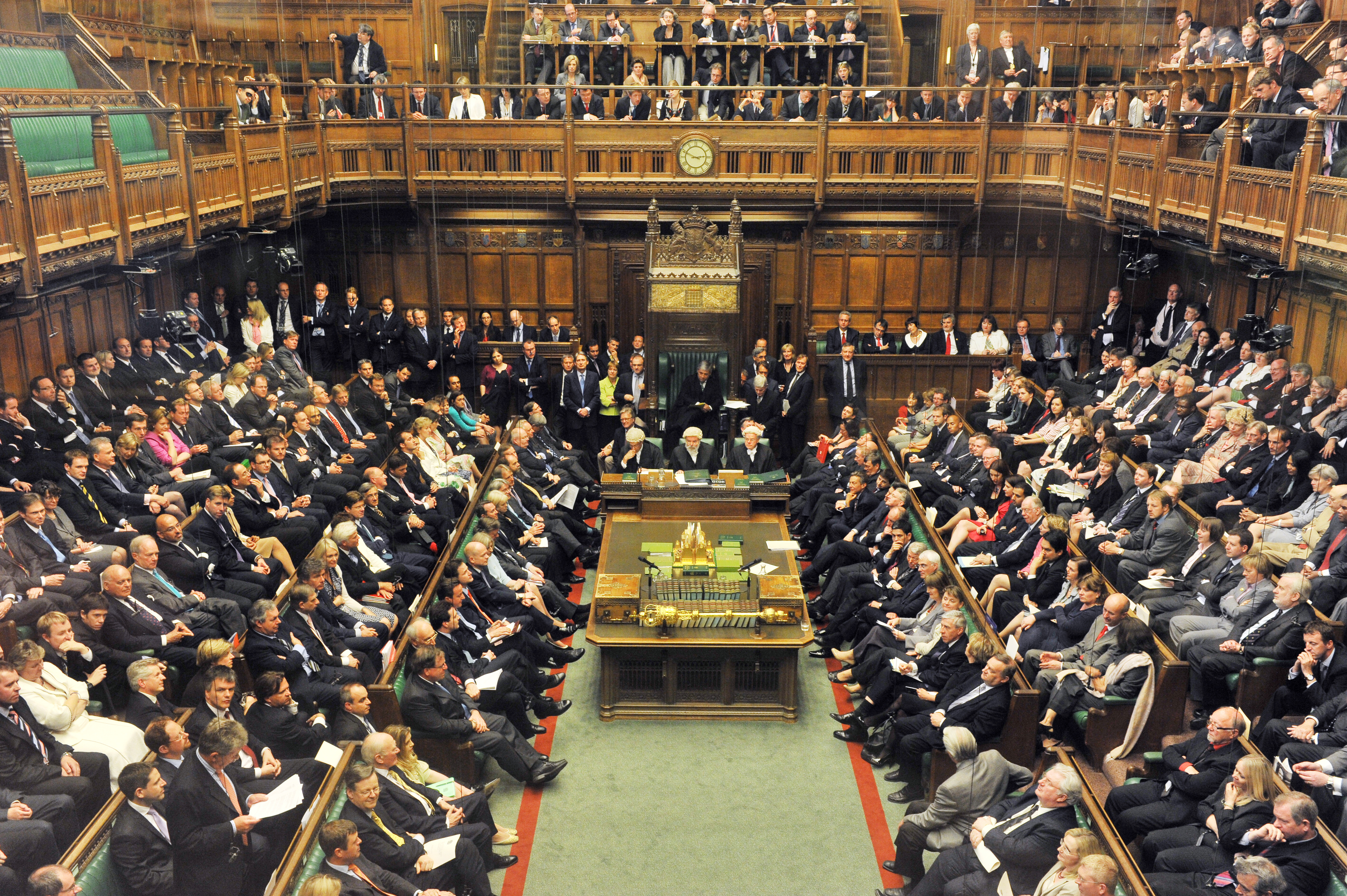
Nelle democrazie liberali l'approvazione di una legge è solitamente attribuita al Parlamento

## Storia del costituzionalismo
Lo Stato liberale moderno rappresenta un'evoluzione del costituzionalismo inglese, originato dalla Magna Carta e dal Bill of Rights.
Allo stato attuale si ritiene che "un ragionevole punto di partenza possa essere individuato nelle prime, embrionali forme medievali, non a caso da tempo immemore simboleggiate dal momento topico della stesura della Magna Charta, la quale formalizza in termini abbastanza nitidi le prime ‘libertà negative’ di stampo anglosassone. Altro è il discorso da fare per le più moderne ‘libertà attive’, allora ancora a venire ma già possibili da intravedere man mano che si procede più avanti nel tempo".
Secondo Pasquale Villari "così è nata quella costituzione la quale, se non ha, come le istituzioni latine, un principio generale che la informi e la domini; è però un sistema di poteri e di diritti, talmente bilanciati e concordi fra loro, che si tengono stretti ed uniti, come se fossero venuti d’un getto solo, e fanno veramente un sol corpo. La vita sociale e politica cammina insieme colla più ampia libertà individuale; e così l’Inghilterra s’è trovata lungamente alla testa della civiltà, ed è la più ferma e costante sostenitrice di quelle libertà moderne, che furono in gran parte sua conquista, e saranno in eterno sua gloria".

### Rapporto tra costituzionalismo e liberaldemocrazia
Come reazione "alla tendenza a risolvere in chiave monistica il problema della sovranità", il filo conduttore del pensiero costituzionale di ispirazione democratico-liberale fra le due guerre - che accomuna idealmente le numerose varianti del parlamentarismo razionalizzato, i tentativi di regolazione legislativa dei partiti politici, la elaborazione kelseniana della democrazia procedurale, e soprattutto la fondazione teoretica, sempre ad opera di Hans Kelsen - tradusse l’attenzione per le trasformazioni della politica novecentesca e per le poderose espressioni organizzative di essa nella ricerca di congegni di razionalizzazione del potere politico, con l’obiettivo di calare principi ed istanze basilari del costituzionalismo nella cornice della democrazia di massa.

## Caratteristiche
La democrazia liberale promuove e protegge i diritti e le libertà individuali (libertà di parola, di associazione, di religione e di proprietà), la divisione dei poteri, il giusto processo, attraverso una costituzione. In origine in nessuna democrazia liberale il suffragio era universale (solo maschile, basato sul censo o ristretto ad alcuni gruppi etnici). Tutte le democrazie liberali odierne garantiscono invece - fatta salva la cittadinanza - il diritto di voto per tutti gli adulti, indipendentemente dal genere, dall'etnia e dai diritti di proprietà.
Le  elezioni debbono svolgersi in modo libero e ad esse, in virtù del principio di pluralismo, possono partecipare più partiti o candidati in competizione tra loro. La Costituzione è intesa come il limite all'autorità del governo e come garanzia dello Stato di diritto. L'autorità di governo è legittimamente esercitata solo se ciò avviene nel rispetto di leggi scritte, approvate e pubblicate in conformità alla Costituzione. Molte democrazie adottano forme di federalismo in modo da attuare una "separazione verticale dei poteri" volta a evitare gli abusi del governo, distribuendo le competenze tra i vari livelli di governo.
La democrazia liberale inoltre garantirebbe un equilibrio tra volontà della maggioranza e volontà dell'individuo. Alexis de Tocqueville propose infatti, come contrappeso ai mali intrinseci di una democrazia assoluta, una pluralità di idee, tramite l'associazionismo e i corpi intermedi, che garantisca un controllo della maggioranza da parte delle minoranze politiche e le opposizioni, come nel modello di democrazia liberale degli Stati Uniti, in cui "pesi e contrappesi" bilanciano i vari poteri.